# 泰恩沙區
53°52′48″N 69°43′48″E / 53.88000°N 69.73000°E

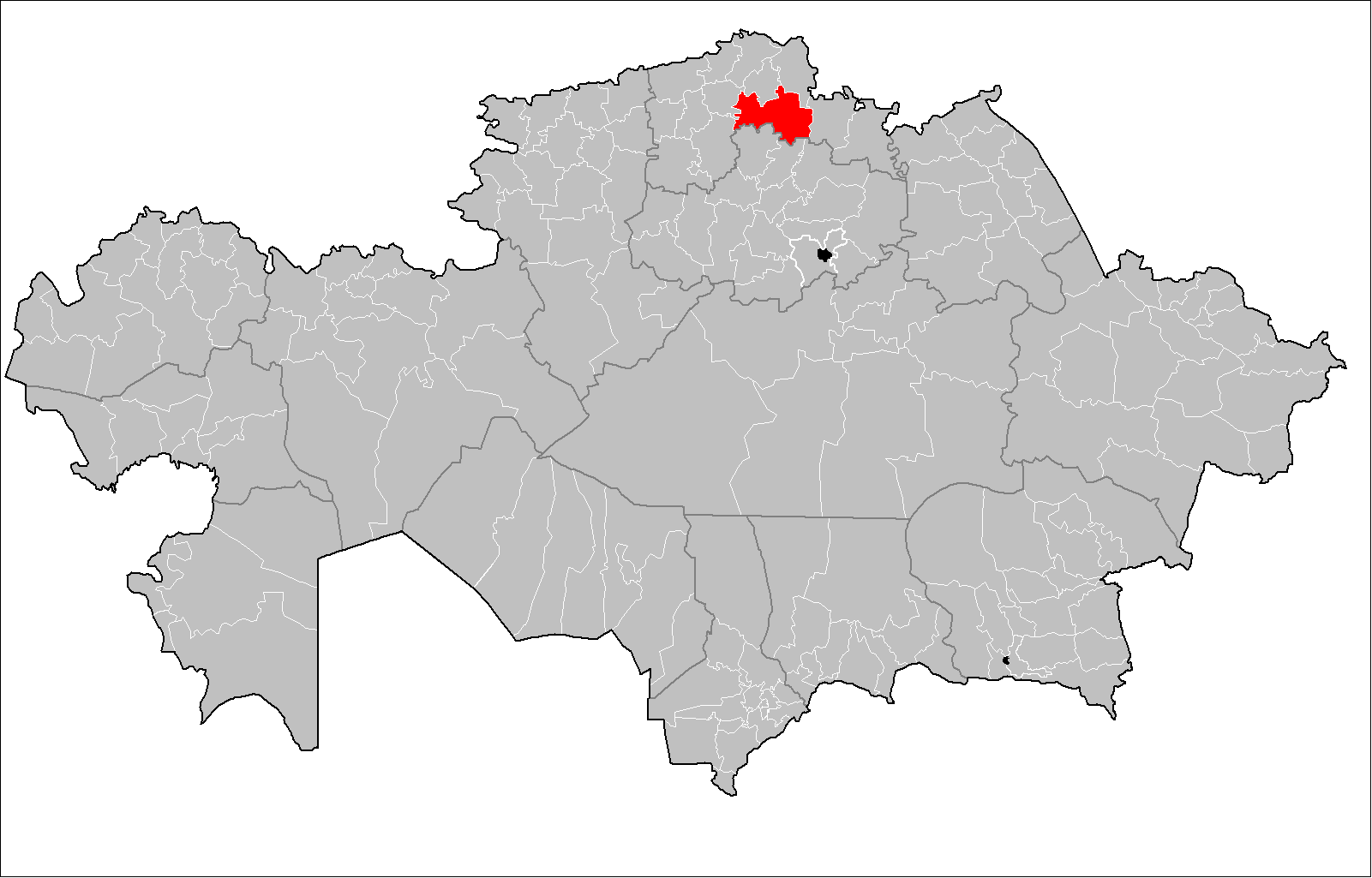

泰恩沙區是哈薩克斯坦的行政區，位於該國北部，由北哈薩克斯坦州負責管轄，首府設於泰恩沙，始建於1934年，面積11,430平方公里，2013年人口47,965。